# Gegengleisfahrt-Ersatzsignal
Das Gegengleisfahrt-Ersatzsignal (Zs 8) ist ein Eisenbahnsignal aus der Gruppe der Zusatzsignale und befindet sich an Hauptsignalen.
Es hat eine ähnliche Bedeutung wie das Ersatzsignal. Es gelten alle Regelungen wie für das Ersatzsignal, jedoch wird durch das Signal zusätzlich angegeben, dass der Fahrweg in das Streckengleis der Gegenrichtung führt. Dieses Signalbild ist nicht erforderlich, wenn am Standort des Hauptsignals ein Formsignal Zs 6 (Gegengleisanzeiger) angebracht ist. Dann kann das Ersatzsignal gezeigt werden, welches durch den Gegengleisanzeiger als Formsignal den Auftrag, das Gegengleis zu befahren, beinhaltet. Wo das Signal Zs 8 zur Anwendung kommt, ist in der folgenden Betriebsstelle am Gegengleis ein Hauptsignal oder ein niedrig stehendes Lichtsperrsignal vorhanden. Der durch das Signal Zs 8 gegebene Fahrtauftrag endet dort.
Es ordnet gemäß Signalbuch (Richtlinie 301 der Deutschen Bahn AG) an: „Am Halt zeigenden oder gestörten Hauptsignal vorbeifahren, der Fahrweg führt in das Streckengleis entgegen der gewöhnlichen Fahrtrichtung.“
Die betrieblichen Handlungen für eine Zugfahrt mit besonderem Auftrag sind zu beachten.
Wie auch beim Ersatzsignal gibt es für das Signalbild zwei Varianten:
- „Drei blinkende weiße Lichter in Form eines A“: Im Bereich der ehemaligen Deutschen Bundesbahn (DS 301) werden die Laternen des Ersatzsignals mitbenutzt. Das Signalbild blinkt allerdings im Gegensatz zum Ersatzsignal, das Standlicht zeigt.[3]
- „Ein weißblinkender Lichtstreifen von rechts nach links steigend“: Im Bereich der ehemaligen Deutschen Reichsbahn (DV 301) und beim Ks-Signalsystem mittlerweile bundesweit angewendet wird das Signalbild, welches dem Signal Zs 6 gleicht, jedoch blinkt. Bei mit beiden Signalbildern ausgerüsteten Signalen wird derselbe Zusatzanzeiger benutzt.[4]

Ist etwa für Bauarbeiten auf einer zweigleisigen Strecke ein Streckengleis gesperrt, wird so verfahren, als ob es sich beim verbleibenden Gleis um eine eingleisige Strecke handelt. Ist dieses jedoch sicherungstechnisch nicht für Fahrten in beide Richtungen ausgerüstet, kann in der entgegengesetzten Richtung nicht auf ein Hauptsignal ausgefahren werden. Daher wird auf diesem Gleis Zugmeldebetrieb wie auf einer eingleisigen Strecke und wegen des in Gegengleisrichtung nicht vorhandenem Streckenblockes zusätzlich Rückmelden eingeführt und die Fahrt kann dann auf Gegengleisfahrt-Ersatzsignal erfolgen.
Der Auftrag, das Gleis der Gegenrichtung zu befahren, gilt bis zum nächsten Bahnhof. Liegt vor dem Bahnhof eine Abzweig- oder Überleitstelle, so gilt der Auftrag nur bis dahin. Die Einfahrt in den nächsten Bahnhof erfolgt über ein Einfahrsignal am befahrenen Gleis oder ein in Höhe des Einfahrsignals des anderen Streckengleises aufgestelltes Sperrsignal (letzteres niedrig stehend und ausschließlich im Bereich der ex-DB). Als Fahrtbegriffe werden die Signalbilder Hp 0 und Zs 1 oder Sh 1 gezeigt. Besteht für dieses linke Einfahrt eine vollständige Fahrstraße und ist das Signal entsprechend ausgerüstet, dann ist die Anwendung regulärer Fahrtbegriffe möglich.
Das Gegengleisfahrt-Ersatzsignal wird ebenfalls verwendet, wenn bei eingerichtetem Gleiswechselbetrieb ins Gegengleis ausgefahren werden soll und das Ausfahrsignal wegen einer Störung nicht in Fahrtstellung kommt.
Das Gegengleisfahrt-Ersatzsignal gilt wie das Ersatzsignal Zs 1 und das Vorsichtsignal Zs 7 auch dann, wenn es erlischt, bevor die Spitze des Zuges am Signal vorbeigefahren ist.
Im Lauf der Entwicklung hatte das Gegengleisfahrt-Ersatzsignal unterschiedliche Bezeichnungen. Eingeführt wurde es mit dem signalisierten Falschfahrbetrieb als Falschfahrauftragssignal, die Deutsche Reichsbahn änderte den Namen im Zug der Systematisierung der Verfahren zum Befahren des linken Streckengleises in den 1980er Jahren in Linksfahrtersatzsignal.

Zs 8 an einem H/V-Ausfahrsignal
Zs 8 an einem Hl-Lichthauptsignal